# Torneo Competencia 1989
El Torneo Competencia 1989 fue la trigésima edición del Torneo Competencia. Compitieron los trece equipos de Primera División. El campeón fue Nacional. La forma de disputa fue de un torneo a una rueda todos contra todos.

## Posiciones
| Puesto | Equipo            | Pts | PJ | PG | PE | PP | GF | GC | Dif |
| ------ | ----------------- | --- | -- | -- | -- | -- | -- | -- | --- |
| 1º     | Nacional          | 18  | 12 | 7  | 4  | 1  | 19 | 8  | 11  |
| 2º     | Wanderers         | 15  | 12 | 5  | 5  | 2  | 13 | 12 | 1   |
| 3º     | Liverpool         | 15  | 12 | 5  | 5  | 2  | 10 | 11 | -1  |
| 4º     | Peñarol           | 13  | 12 | 4  | 5  | 3  | 23 | 15 | 8   |
| 5º     | Bella Vista       | 13  | 12 | 3  | 7  | 2  | 12 | 10 | 2   |
| 6º     | Danubio           | 13  | 12 | 4  | 5  | 3  | 11 | 10 | 1   |
| 7º     | River Plate       | 12  | 12 | 5  | 2  | 5  | 20 | 18 | 2   |
| 8º     | Huracán Buceo     | 12  | 12 | 4  | 4  | 4  | 14 | 15 | -1  |
| 9º     | Defensor Sporting | 11  | 12 | 2  | 7  | 3  | 6  | 6  | 0   |
| 10º    | Central Español   | 11  | 12 | 3  | 5  | 4  | 12 | 13 | -1  |
| 11º    | Progreso          | 10  | 12 | 4  | 2  | 6  | 14 | 16 | -2  |
| 12º    | Rentistas         | 8   | 12 | 2  | 4  | 6  | 12 | 19 | -7  |
| 13º    | Cerro             | 5   | 12 | 0  | 5  | 7  | 6  | 19 | -13 |

| Campeón Nacional 10.mo título |

## Resultados
| Nacional      | 2-0 | Wanderers         |
| Liverpool     | 0-0 | Rentistas         |
| Bella Vista   | 3-2 | River Plate       |
| Huracán Buceo | 0-0 | Defensor Sporting |
| Peñarol       | 2-0 | Cerro             |
| Danubio       | 1-0 | Central Español   |

| Peñarol           | 1-1 | River Plate   |
| Defensor Sporting | 0-0 | Nacional      |
| Rentistas         | 1-1 | Progreso      |
| Wanderers         | 2-1 | Huracán Buceo |
| Central Español   | 1-1 | Cerro         |
| Danubio           | 0-0 | Bella Vista   |

| Nacional    | 4-3 | Progreso          |
| Wanderers   | 2-1 | Peñarol           |
| Rentistas   | 1-1 | Central Español   |
| Liverpool   | 1-1 | Danubio           |
| Bella Vista | 1-1 | Defensor Sporting |
| River Plate | 4-1 | Cerro             |

| Nacional          | 2-0 | Danubio         |
| Peñarol           | 6-0 | Liverpool       |
| Cerro             | 2-2 | Wanderers       |
| Defensor Sporting | 1-0 | Progreso        |
| Rentistas         | 2-1 | Huracán Buceo   |
| River Plate       | 2-1 | Central Español |

| Progreso          | 2-1 | Peñarol       |
| Nacional          | 2-0 | Rentistas     |
| Wanderers         | 0-0 | Bella Vista   |
| Defensor Sporting | 0-0 | Danubio       |
| Central Español   | 2-0 | Huracán Buceo |
| River Plate       | 1-1 | Liverpool     |

| Wanderers       | 1-0 | Progreso          |
| Peñarol         | 3-1 | Rentistas         |
| Huracán Buceo   | 3-2 | River Plate       |
| Liverpool       | 1-0 | Defensor Sporting |
| Cerro           | 1-1 | Danubio           |
| Central Español | 2-1 | Bella Vista       |

| Nacional          | 4-2 | River Plate     |
| Peñarol           | 2-2 | Huracán Buceo   |
| Liverpool         | 2-1 | Bella Vista     |
| Defensor Sporting | 0-0 | Cerro           |
| Progreso          | 2-0 | Central Español |
| Rentistas         | 1-1 | Wanderers       |

| Peñarol       | 2-1 | Defensor Sporting |
| Liverpool     | 1-0 | Nacional          |
| Bella Vista   | 2-1 | Rentistas         |
| Progreso      | 2-0 | Danubio           |
| Wanderers     | 2-1 | River Plate       |
| Huracán Buceo | 1-0 | Cerro             |

| River Plate     | 2-0 | Progreso      |
| Nacional        | 1-1 | Peñarol       |
| Liverpool       | 2-0 | Huracán Buceo |
| Central Español | 1-1 | Wanderers     |
| Danubio         | 3-1 | Rentistas     |
| Cerro           | 0-0 | Bella Vista   |

| Nacional          | 1-0 | Central Español |
| Liverpool         | 1-0 | Cerro           |
| Huracán Buceo     | 4-2 | Progreso        |
| Defensor Sporting | 2-0 | Rentistas       |
| Bella Vista       | 0-0 | Peñarol         |
| Danubio           | 2-0 | Wanderers       |

| Bella Vista       | 1-1 | Nacional        |
| River Plate       | 2-1 | Rentistas       |
| Defensor Sporting | 0-0 | Central Español |
| Progreso          | 2-0 | Cerro           |
| Huracán Buceo     | 1-0 | Danubio         |
| Wanderers         | 1-0 | Liverpool       |

| Nacional        | 0-0 | Huracán Buceo     |
| Peñarol         | 2-2 | Danubio           |
| Central Español | 1-1 | Liverpool         |
| River Plate     | 1-0 | Defensor Sporting |
| Rentistas       | 3-1 | Cerro             |
| Bella Vista     | 2-0 | Progreso          |

| Nacional        | 2-0 | Cerro             |
| Central Español | 3-2 | Peñarol           |
| Wanderers       | 1-1 | Defensor Sporting |
| Bella Vista     | 1-1 | Huracán Buceo     |
| Liverpool       | 0-0 | Progreso          |
| Danubio         | 1-0 | River Plate       |